# ミロスラヴ・フィリップ

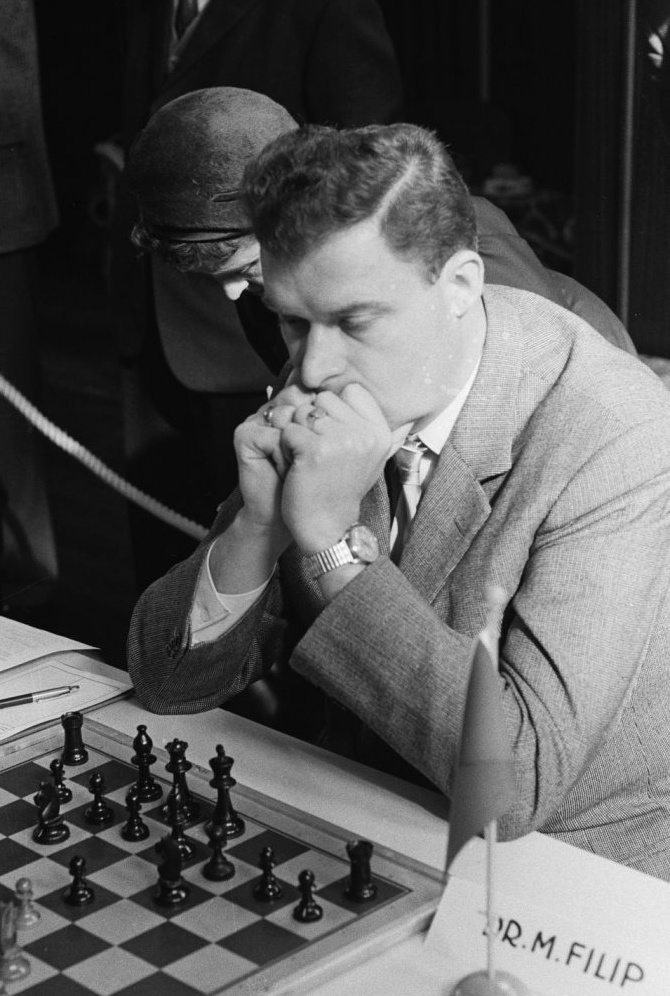
ミロスラヴ・フィリップ, 1963年

ミロスラヴ・フィリップ（Miroslav Filip、1928年10月27日 – 2009年4月27日）は、チェコのプラハ出身のチェス選手。
1953年にインターナショナルマスター、1955年にグランドマスターの称号を授かっている。
チェス・オリンピアードにおいては1952年のヘルシンキ大会から1974年のニース大会まで12大会連続でチェコスロバキア代表に選ばれており、194試合を戦った。
国内選手権においても、1950年のゴットヴァルドフ大会、1952年のタトランスカー・ロムニツァ大会、1954年のプラハ大会にて優勝を飾っている。
2009年4月27日、プラハにて80歳で死去。